# Ammothella alcalai
Ammothella alcalai là một loài nhện biển trong họ Ammotheidae. Loài này thuộc chi Ammothella. Ammothella alcalai được miêu tả khoa học năm 1988 bởi Child.